# 離騒
『離騒』（りそう）は、楚の屈原の作と伝えられる詩。楚辞の代表作であり、三七五句から成る中国で最も長編の抒情的叙事詩の1つである。世に容れられない人物の悲憤慷慨と神話的幻想世界への旅行が多数の比喩や擬態語を散りばめて歌われている。

## 題名
『離騒』という題名の意味はよくわかっていない。『史記』の屈原の伝では『離騒』の「騒」は「憂」という意味であるとし、王逸『楚辞章句』でも「離別の愁思」の意味に解釈している。これに対し、班固の「離騒賛序」（王逸注に見える）では「離」とは「遭」という意味であるとし、「憂いに遭う」という意味と解釈している。これは応劭や顔師古『漢書』賈誼伝も同様である。近代以降では游国恩『楚辞概論』(1926)で楚の曲名と解釈したのをはじめ、多くの説が唱えられた。
後漢の王逸の『楚辞章句』以来、『離騒経』と「経」つきで呼ばれたが、これは『九歌』以下の楚辞を『離騒』の「伝」と考えたものである。『文選』、洪興祖『楚辞補註』、朱熹『楚辞集註』などでも踏襲しているが、洪興祖は古い文献には「経」がついていないとして「経」をつけることに反対している。

## 作者
伝統的に讒言によって流刑となった屈原が作ったといい、たとえば司馬遷の『史記』太史公自序および『報任少卿書』には「屈原放逐、著『離騒』。左丘失明、厥有『国語』。」とある。劉向『新序』節士篇の屈原伝、班固「離騒賛序」でも同様である。
しかし、胡適は『史記』の屈原伝の信憑性を疑い、聞一多も『史記』に述べられている屈原と『離騒』から見られる人物像に差が見られるとした。日本では岡村繁が『離騒』を屈原の作とは見なせないとし、屈原は楚辞文学のヒーローであって、その作者ではないとした。小南一郎は『離騒』を「一人語りによる物語、英雄叙事詩」であり、「人々に共通する心意が生み出した叙事詩的主人公像」を描いたものであって、自叙伝的な作品ではないとした。矢田尚子も後半を自叙伝的に解釈するのは無理があるとし、本来は自ら王者たらんとする人物を主人公とした叙事詩だが、漢王朝下では受け入れがたく、悲劇の忠臣とする解釈が行われたのではないかとする。

## 形式
『離騒』は374句からなる（『長恨歌』の約3倍）。各句の長さは必ずしも同じでないが、大体において奇数句が「□□□△□□兮」、偶数句が「□□□△□□」の形式をしている。ここで「△」は「于、以、与、而、其、之」などの助辞である。偶数句で脚韻を踏むが、4句ごとに韻が変わる。末尾には4句からなる「乱」と呼ばれる部分が附属する。
全篇は十六の小段に分かれ、第八小段以上と第九小段以下をもって前後二大段とする。前段では、屈原が自らの家系、出生と、徳性、才能の優れたことを誇る。その後、懐王を助けて理想の政治を行おうとして。讒言を被せられ失脚したことを述べ、汚濁の世に処する苦悩と憤懣を訴える。後段（第九小段以降）になると、一転して、天地上下を遍歴して女神を求め求婚する。しかし望みは達せられず、ついに仙遊至楽の境地から再転し、汚濁の世の現実に戻り死をもって祖国に殉ずるを決意する。このような文学形式は、中国詩歌中極めて稀な例である。

## あらすじ
『離騒』は名を正則、字を霊均という人物の一人称によって記述されている。冒頭、霊均は自分が顓頊の子孫であり、寅年寅月寅日の生まれであって優れた才能を持つことを誇る。霊均は古の先王の理想を実現しようと主君のために奔走するが、かえって讒言にあって遠ざけられる。
利権のみを追いもとめる世間に容れられない霊均は妥協を拒否し、遠方へと旅立とうとする。女嬃（伝統的には屈原の姉とされる）はそれを止めるが、霊均はまず沅水・湘水を渡って南方の蒼梧に住む舜に会いに行く。聖哲のみが天下を治めるという説を舜のもとで述べて涙を流した霊均は自説に確信を持ち、空を飛んで崑崙の県圃へ到り、そこから望舒（月の御者）、飛廉（風神）、鸞皇、雷師などの伝説的な神々を従えて天界を旅行するが、天帝の門番によって拒まれる。また、宓妃、有娀の佚女（嚳の妃）、有虞の二姚（少康の妃）らに求婚しようとするが失敗する。
霊氛の占いや巫咸の言葉によってさらに遠くへ行くことを勧められた霊均は世界の果てまで旅行し、8頭の竜の引く車で天上高く昇って女を求めるが、そこからふと故郷が見え、悲しみのあまり先へ進めなくなる。